# Orlanda Lynch
Orlanda Lynch (29 januari 1947) is een Surinaams voormalig atlete. Ze was actief als discuswerpster, kogelstoter, speerwerper en sprinter.

## Carrière
Lynch vertegenwoordigde Suriname op de Centraal-Amerikaanse en Caraïbische Spelen (CACS) van 1971 in Kingston, Jamaica, waar ze bronzen medailles won bij het discuswerpen en het kogelstoten. In 1974 deed ze mee aan de CACS in Santo Domingo. Het jaar erop won ze op de CACS in Ponce, Puerto Rico, een bronzen medaille bij het kogelstoten.
Daarnaast vertegenwoordigde ze Suriname op de Pan-Amerikaanse Spelen van 1975 in Mexico-Stad, waar ze achtste werd bij het kogelstoten en tiende bij het discuswerpen. In 1978 deed ze mee tijdens de CACS in Medellín, Colombia.
Lynch is nog altijd (stand 2018) de vrouwelijke Surinaamse recordhoudster op het discuswerpen, met een worp van 40,52 meter op 7 maart 1976 in Paramaribo.